# Melampyrum
Melampyrum  L. 1753  è un genere di piante spermatofite dicotiledoni appartenenti alla famiglia delle Orobanchaceae (tribù Rhinantheae), dall'aspetto di piccole erbacee annuali o perenni spesso colorate con vivaci tinte nella parte apicale.

## Etimologia
Il nome del genere deriva da due parole greche:  "mélas" (= nero) e "pyrós" (= grano), un nome usato da Teofrasto (371 a.C. – Atene, 287 a.C.), un filosofo e botanico greco antico, discepolo di Aristotele, autore di due ampi trattati botanici, per una pianta infestante delle colture di grano.
Il nome scientifico del genere è stato proposto da Carl von Linné (1707 – 1778) biologo e scrittore svedese, considerato il padre della moderna classificazione scientifica degli organismi viventi, nella pubblicazione "Species Plantarum – 2: 605" del 1753.

## Descrizione

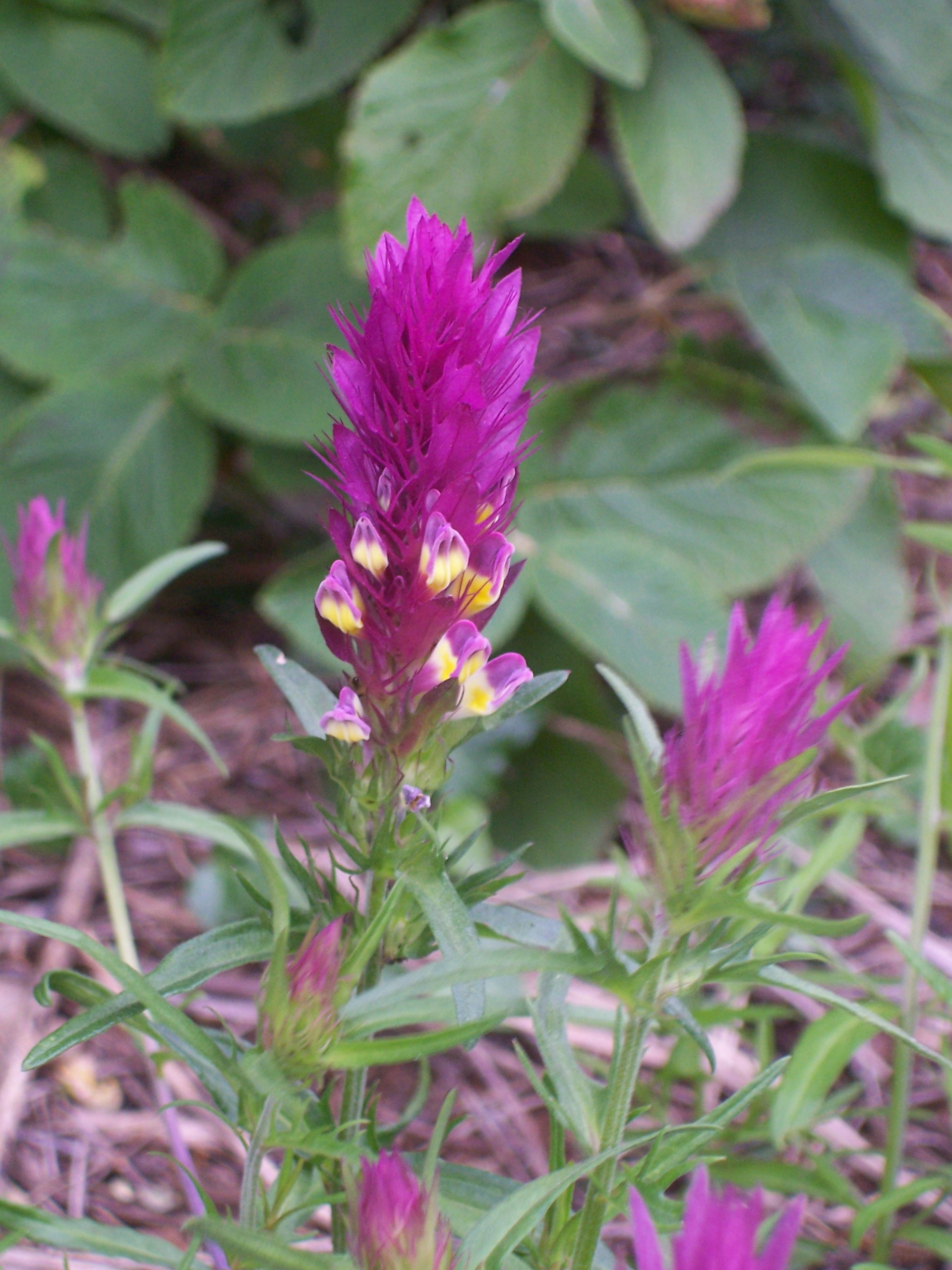
Melampyrum arvense
Il portamento

Queste piante in genere superano di poco il mezzo metro di altezza. La forma biologica prevalente è terofita scaposa (T scap), ossia in generale sono piante erbacee che differiscono dalle altre forme biologiche poiché, essendo annuali, superano la stagione avversa sotto forma di seme e sono munite di asse fiorale eretto e spesso privo di foglie. Inoltre sono piante “emiparassite”: possono vivere sulle radici di altre piante per prelevare acqua e sali minerali, mentre sono capaci di svolgere la funzione clorofilliana (al contrario delle piante “parassite assolute”). Alcune piante di questa specie anneriscono durante la disseccazione.

### Radici
Le radici sono tipo fittone.

### Fusto
La parte aerea del fusto è eretta, più o meno ramosa.

### Foglie

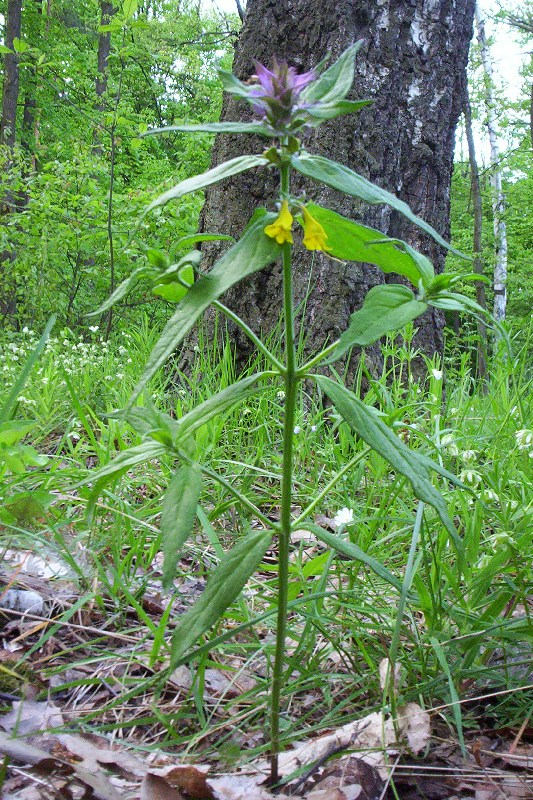
Melampyrum nemorosum
Le foglie

Le foglie lungo il caule sono disposte in modo opposto e in genere hanno una forma lanceolata con apice acuto; sono subsessili; le maggiori possiedono alla base 1 - 2 lacinie patenti per lato. In alcune specie i margini sono interi, o appena ondulati sui bordi e il portamento è lievemente falcato.

### Infiorescenza

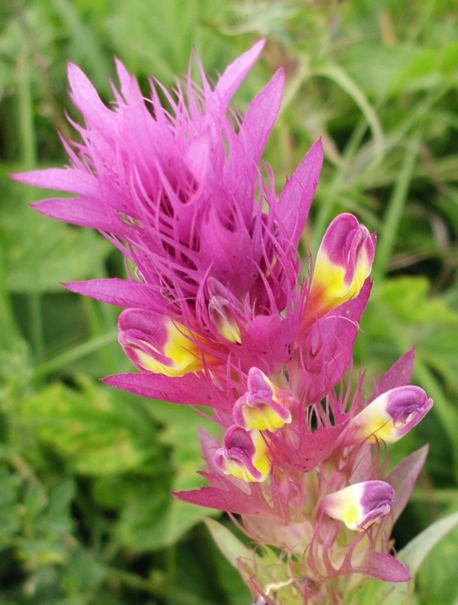
Melampyrum arvense
Infiorescenza

L'infiorescenza è una spiga conica non troppo densa con i fiori disposti in alcune specie tutti dallo stesso lato e con brattee simili a foglie, più o meno violacee. La lamina delle brattee ha una forma da lanceolata a ovata e alla base su ciascun lato ha alcune lacinie lesiniformi, acutissime e più o meno aristate. Il colore delle brattee varia secondo la specie: giallo chiaro quasi verde, violetto o purpureo.

### Fiore

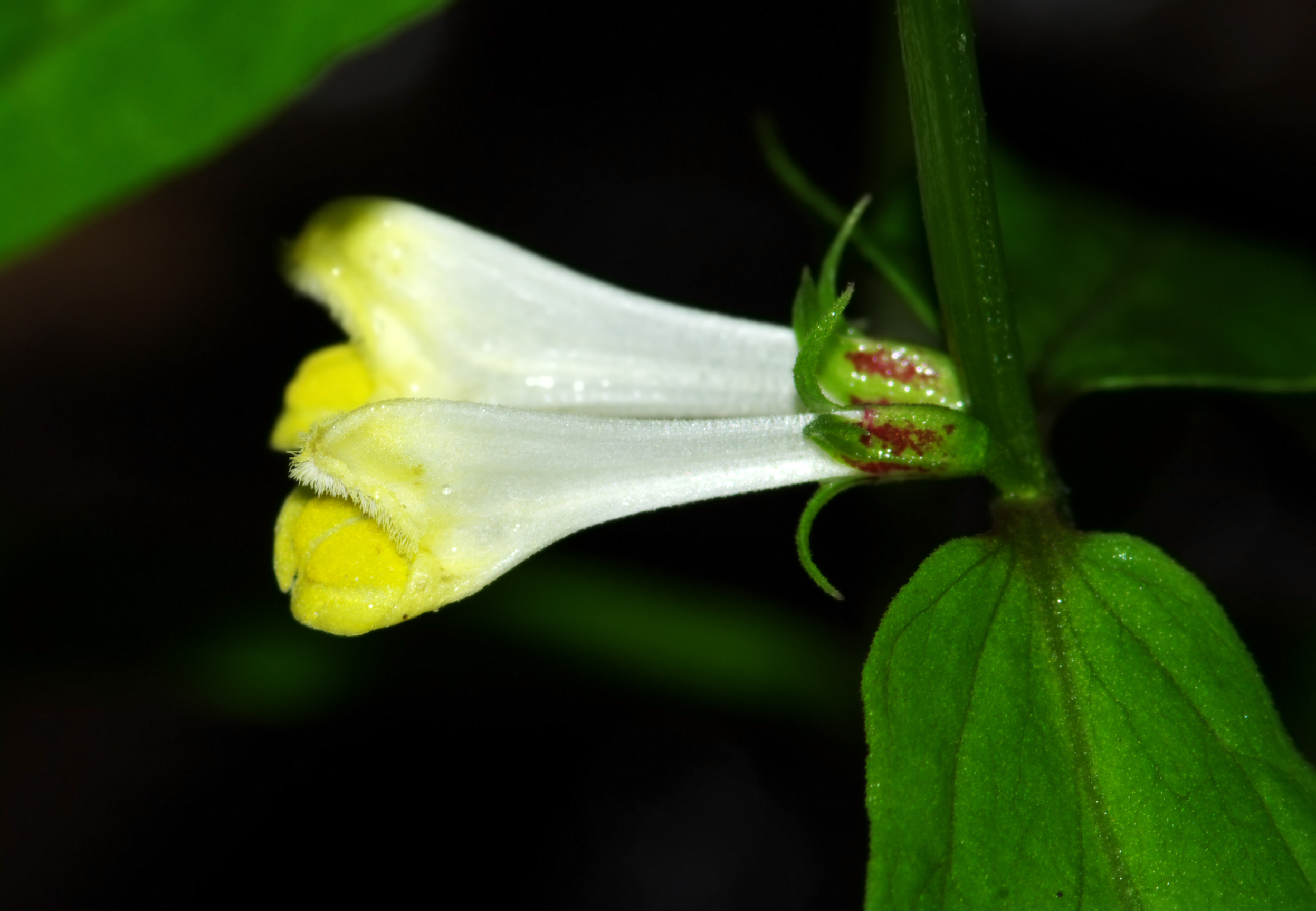
Melampyrum pratense
Il fiore

I fiori sono ermafroditi, zigomorfi e tetraciclici (con i quattro verticilli fondamentali delle Angiosperme: calice – corolla – androceo – gineceo). Sono inoltre più o meno pentameri.
- Formula fiorale: per questa pianta viene indicata la seguente formula fiorale:

X, K (4), [C (2+3), A 2+2], G (2), (supero), capsula
- Calice: il calice (gamosepalo) è un tubo terminante con 4 denti uguali oppure no, diritti, filiformi o triangolari; il calice è pubescente per peli appressati anche di tipo lanoso. I denti sono patenti e sono lunghi da poco più del tubo fino al doppio di quest'ultimo.
- Corolla: la corolla bilabiata (gamopetala) è tubolare (a volte il tubo è incurvato). Le fauci sono sia aperte che chiuse. Il colore varia dal giallo al bianco oppure dal roseo al violetto.
- Androceo: gli stami dell'androceo sono quattro didinami; sono inseriti nel tubo corollino, in particolare ascendono sotto il labbro superiore della corolla. Le antere sono conniventi ed hanno una loggia portante un cornetto allungato. Le sacche polliniche hanno l'estremità inferiore a forma di freccia[9],
- Gineceo: i carpelli del gineceo sono due e formano un ovario supero biloculare (derivato dai due carpelli iniziali). Lo stilo è unico lievemente più lungo degli stami ed è inserito all'apice dell'ovario; lo stimma è bifido.

### Frutti
Il frutto è del tipo a capsula deiscente a quattro semi; la forma è obovato-compressa bivalve.

## Riproduzione
- Impollinazione: l'impollinazione avviene tramite insetti (impollinazione entomogama).
- Riproduzione: la fecondazione avviene fondamentalmente tramite l'impollinazione dei fiori (vedi sopra).
- Dispersione: i semi cadendo a terra sono successivamente dispersi soprattutto da insetti tipo formiche (disseminazione mirmecoria). Le formiche sono attratte da un piccolo corpo di olio inglobato nel seme stesso. Inoltre nella parte inferiore delle brattee sono presenti delle ghiandole nettarifere che attirano i bombi e altri insetti pronubi.

## Biologia
Queste piante sono emiparassite, ossia in parte producono clorofilla e sono capaci di assorbire in modo autonomo i minerali dal terreno, ma hanno anche la capacità di utilizzare le sostanze prodotte dalle piante a loro vicine (funzione parassitaria). I meccanismo con il quale assorbono le sostanze di altre piante è basato su piccoli austori posti al livello radicale. La pianta ospite può accettare di buon grado questo insediamento (come la specie Festuca ovina) oppure può opporsi con secrezioni di sostanze tossiche. A questo proposito sono state fatte delle ricerche su alcune piante come l'loglio, l'erba medica e il lino: si è rilevato che la specie Melampyrum arvense cresce meglio nelle vicinanze della leguminosa erba medica. Se l'infestazione nelle colture di cereali supera un certo livello, la farina prodotta è più scura, con un particolare odore e dal sapore più acre e disgustoso dovuto al glucoside velenoso "rinantina".

## Distribuzione e habitat
Il genere Melampyrum è distribuito in Europa, India, Giappone e Nord America; le sue specie preferiscono climi per lo più temperati delle regioni extratropicali.

### Distribuzione e habitat alpino
Della dozzina di specie spontanee della flora italiana 10 vivono sull'arco alpino. La tabella seguente mette in evidenza alcuni dati relativi all'habitat, al substrato e alla distribuzione delle specie alpine.
| Specie | Comunità vegetali | Piani vegetazionali         | Substrato  | pH     | Livello trofico | H2O   | Ambiente       | Zona alpina                        |
| --- | ----------------- | --------------------------- | ---------- | ------ | --------------- | ----- | -------------- | ---------------------------------- |
| Melampyrum arvense | 2                 | montano collinare           | Ca - Ca/Si | basico | medio           | secco | B1             | più o meno su tutto l'arco alpino  |
| Melampyrum barbatum | 2                 | collinare                   | Ca - Ca/Si | basico | medio           | secco | B1 F3          | orientale                          |
| Melampyrum catalaunicum | 11                | montano collinare           | Ca         | basico | alto            | secco | F7 G4 I2       | CN                                 |
| Melampyrum cristatum | 11                | montano collinare           | Ca - Ca/Si | basico | basso           | secco | F7 G4          | occidentale - centrale             |
| Melampyrum italicum | 11                | montano collinare           | Ca - Si    | neutro | alto            | secco | B6 F7 G4 I2 I3 | CN CO SO BG                        |
| Melampyrum nemorosum | 11                | montano collinare           | Ca - Si    | neutro | medio           | medio | B6 F7 G4 I2 I3 | discontinuo su tutto l'arco alpino |
| Melampyrum pratense | 14                | subalpino montano collinare | Ca - Si    | acido  | basso           | medio | B6 F7 G1 I1 I2 | tutto l'arco alpino                |
| Melampyrum subalpinum | 11                | montano collinare           | Ca - Ca/Si | neutro | medio           | medio | F7 G4 I1 I3    | BZ (?)                             |
| Melampyrum sylvaticum | 14                | subalpino montano           | Ca - Si    | acido  | basso           | medio | B6 F7 G1 I1    | tutto l'arco alpino                |
| Melampyrum velebiticum | 11                | montano collinare           | Ca         | basico | alto            | secco | B6 F7 G4 I2 I3 | CN TN BL UD                        |
| Legenda e note alla tabella. Substrato con “Ca/Si” si intendono rocce di carattere intermedio (calcari silicei e simili); vengono prese in considerazione solo le zone alpine del territorio italiano (sono indicate le sigle delle province). Comunità vegetali: 2 = comunità terofitiche pioniere nitrofile; 11 = comunità delle macro- e megaforbie terrestri; 14 = comunità forestali Ambienti: B1 = campi, colture e incolti; B6 = tagli rasi forestali, schiarite, strade forestali; F3 = prati e pascoli mesofili e igrofili; F7 = margini erbacei dei boschi; G1 = lande e popolamenti a lavanda; G4 = arbusteti e margini dei boschi; I1 = boschi di conifere; I2 = boschi di latifoglie; I3 = querceti submediterranei |                   |                             |            |        |                 |       |                |                                    |

## Tassonomia
La famiglia di appartenenza del genere (Orobanchaceae) comprende soprattutto piante erbacee perenni e annuali semiparassite (ossia contengono ancora clorofilla a parte qualche genere completamente parassita) con uno o più austori connessi alle radici ospiti. È una famiglia abbastanza numerosa con circa 60 - 90 generi e oltre 1700 - 2000 specie (il numero dei generi e delle specie dipende dai vari metodi di classificazione) distribuiti in tutti i continenti. Il genere Melampyrum comprende circa 30 - 40 specie di cui una dozzina sono presenti nella flora spontanea italiana.

### Filogenesi

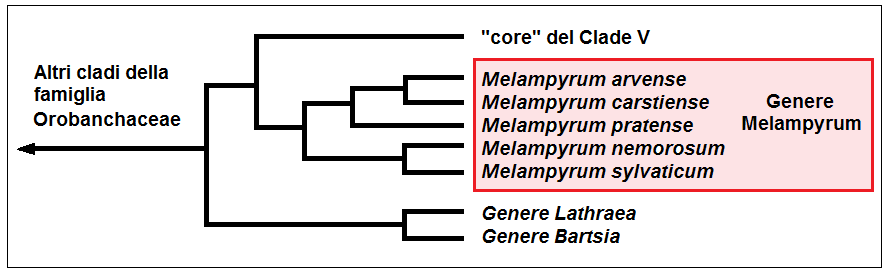
Cladogramma del genere

La classificazione tassonomica del Melampyrum è in via di definizione in quanto fino a poco tempo fa apparteneva alla famiglia delle Scrophulariaceae (secondo la classificazione ormai classica di Cronquist), mentre ora con i nuovi sistemi di classificazione filogenetica (classificazione APG) è stata assegnata alla famiglia delle Orobanchaceae e tribù Rhinantheae..
Secondo una recente ricerca di tipo filogenetico la famiglia Orobanchaceae è composta da 6 cladi principali nidificati uno all'interno dell'altro. Il genere Melampyrum si trova nel penultimo clade più interno (relativo alla tribù Rhinantheae) insieme ai generi Bartsia, Lathraea, Rhinanthus, Rhynchocorys, Parentucellia, Euphrasia, Tozzia e Odontites. In particolare nella ricerca citata il genere Melampyrum risulta “gruppo fratello” del gruppo principale (o "core") del "Clade V". Il cladogramma a lato, tratto dalla ricerca citata e semplificato, mostra la posizione filogenetica di alcune specie del genere.
All'interno del genere sono descritti alcuni gruppi le cui specie sono difficilmente distinguibili tra di loro in quanto hanno dei caratteri morfologici molto simili. Sul territorio italiano sono presenti i seguenti due gruppi principali (più altri secondari):
- Gruppo M. arvense circoscritto dai seguenti caratteri:

- le brattee dell'infiorescenza all'antesi sono generalmente purpuree (raramente giallastre);
- i fiori dell'infiorescenza sono rivolti in tutte le direzioni;
- la capsula è completamente glabra con la deiscenza antero-posteriore.

A questo gruppo appartengono quattro specie (nella flora spontanea italiana):
- Melampyrum arvense L. - Spigarola campestre: il tubo del calice è lungo 12 - 18 mm ed è cigliato sul bordo e sui nervi. L'altezza della pianta varia da 2 a 4 dm; il ciclo biologico è annuo; la forma biologica è terofita scaposa (T scap); il tipo corologico è Eurasiatico; l'habitat tipico sono i campi di cereali, gli incolti e le siepi; questa pianta si trova in tutta l'Italia (isole escluse) fino ad un'altitudine di 1720 m s.l.m..
- Melampyrum barbatum W. et K. - Spigarola pubescente: il tubo del calice è lungo 8 - 12 mm ed è densamente lanoso. L'altezza della pianta varia da 2 a 5 dm; il ciclo biologico è annuo; la forma biologica è terofita scaposa (T scap); il tipo corologico è Illirico; l'habitat tipico sono i campi di cereali, i prati aridi, gli incolti e le siepi; questa pianta si trova nel Nord-Est fino ad un'altitudine di 800 m s.l.m..
- Melampyrum fimbriatum Vandas - Spigarola fimbriata: i denti del calice sono lunghi 1,5 - 2 volte il tubo che è glabro. L'altezza della pianta va da 3 a 5 dm; il ciclo biologico è annuo; la forma biologica è terofita scaposa (T scap); il tipo corologico è Illirico; l'habitat tipico sono i pascoli aridi; questa pianta si trova raramente nel Nord-Est fino ad un'altitudine di 400 m s.l.m..
- Melampyrum variegatum Huter, P. et R. - Spigarola screziata: i denti del calice sono lunghi quanto il tubo che è glabro. L'altezza della pianta va da 2 a 4 dm; il ciclo biologico è annuo; la forma biologica è terofita scaposa (T scap); il tipo corologico è Endemico; l'habitat tipico sono le garighe e i pascoli aridi; questa pianta si trova raramente solamente al Sud fino ad un'altitudine compresa tra 600 - 1100 m s.l.m..

- Gruppo M. nemorosum circoscritto dai seguenti caratteri:

- le brattee superiori dell'infiorescenza all'antesi sono generalmente colorate di violetto;
- i fiori dell'infiorescenza sono rivolti tutti nella stessa direzione;

A questo gruppo appartengono sei specie (relativamente alla flora spontanea italiana):
sottogruppo con il tubo calicino ricoperto di peli patenti o ripiegati verso il basso;
- Melampyrum nemorosum L. - Spigarola violacea: i peli del tubo sono solamente di tipo patente formati da 5 - 10 cellule e lunghi più o meno 0,5 mm. L'altezza della pianta va da 1 a 4 dm; il ciclo biologico è annuo; la forma biologica è terofita scaposa (T scap); il tipo corologico è Eurasiatico; l'habitat tipico sono i boschi querco-carpineti; questa pianta si trova raramente solamente nel bresciano-bergamasco fino ad un'altitudine di 1000 m s.l.m..
- Melampyrum vaudense (Ronn.) Soò: i peli del tubo sono solamente di tipo patente formati da 2 - 3 cellule e lunghi meno di 0,2 mm. L'altezza della pianta va da 2 a 5 dm; il ciclo biologico è annuo; la forma biologica è terofita scaposa (T scap); il tipo corologico è Ovest Alpico; l'habitat tipico sono i boschi querco-carpineti; questa pianta si trova in Piemonte (?) fino ad un'altitudine di 1000 m s.l.m..
- Melampyrum catalaunicum Freyn. - Spigarola di Catalogna: i peli del tubo inferiore sono rivolti verso il basso, quelli del tubo superiore sono eretti o patenti e sono formati da 5 - 8 cellule e sono lunghi più o meno 0,5 mm. L'altezza della pianta va da 2 a 4 dm; il ciclo biologico è annuo; la forma biologica è terofita scaposa (T scap); il tipo corologico è Orofita - Nord Ovest Mediterraneo; l'habitat tipico sono i boschi di latifoglie; questa pianta si trova raramente solamente in Liguria fino ad una altitudine compresa fra 500 - 1200 m s.l.m..
- Melampyrum italicum (Beauverd) Soò - Spigarola d'Italia: i peli del tubo inferiore sono rivolti verso il basso, quelli del tubo superiore sono eretti o patenti e sono formati da 2 cellule e sono lunghi più o meno 0,1 mm. L'altezza della pianta va da 2 a 5 dm; il ciclo biologico è annuo; la forma biologica è terofita scaposa (T scap); il tipo corologico è Endemico; l'habitat tipico sono i boschi di latifoglie (quercete e faggete), i boschi cedui e le aree a cespuglieti; questa pianta si trova in tutta l'Italia fino ad una altitudine di 1400 m s.l.m..

sottogruppo con il tubo calicino ricoperto di peli eretti;
- Melampyrum velebiticum Borbàs - Spigarola del Velebit: i peli sono formati da 2 cellule e sono lunghi più o meno 0,1 mm. L'altezza della pianta va da 2 a 4 dm; il ciclo biologico è annuo; la forma biologica è terofita scaposa (T scap); il tipo corologico è Illirico; l'habitat tipico sono i boschi termofili, le aree a cespuglieti e i boschi cedui; questa pianta si trova comunemente nel Nord-Est fino ad una altitudine di 800 m s.l.m..
- Melampyrum subalpinum (Juratzka) Kerner:  i peli sono formati da 3 - 6 cellule (forse presente nel Trentino). L'altezza della pianta va da 2 a 4 dm; il ciclo biologico è annuo; la forma biologica è terofita scaposa (T scap); il tipo corologico è Est Alpico; l'habitat tipico sono i boschi termofili, le aree a cespuglieti e i boschi cedui; questa pianta si trova nel Trentino-Alto Adige (?) fino ad una altitudine di 800 m s.l.m..

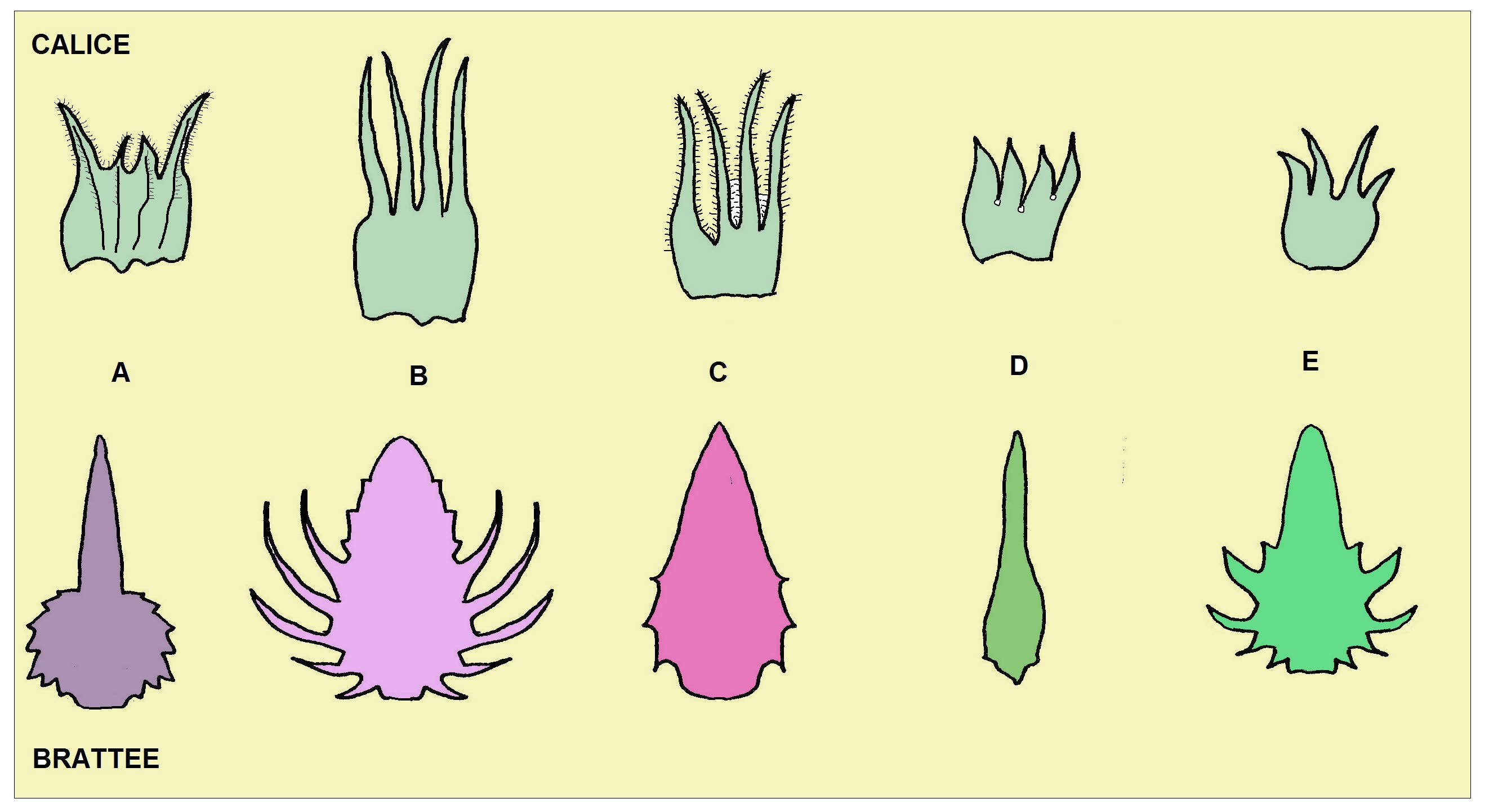
Calice e brattee dei cinque gruppi di Melampyrum
(A:M. cristatum - B:M. arvense - C:M. nemorosum - D:M. sylvaticum - E:M. pratense)

Il disegno a lato mostra i caratteri del calice e delle brattee dei cinque gruppi di Melampyrum.
- Gruppo A: M. cristatum
- Gruppo B: M. arvense, M. barbatum, M. fimbriatum e M. variegatum
- Gruppo C: M. nemorosum, M. catalaunicum, M. italicum e M. velebiticum
- Gruppo D: M. sylvaticum
- Gruppo E: M. pratense

### Variabilità
Varie specie di questo genere sono soggette al fenomeno del "polimorfismo stagionale". In particolare a quote basse dapprima si ha la fioritura "estivale" e quindi quella "autunnale". A quote più alte (alta montagna) a causa del più breve periodo di fioritura si ha una sola forma intermedia chiamata "monomorfa". Ad esempio il Melampyrum arvense collegato alla coltura dei cereali si presenta con un particolare aspetto monomorfo chiamato "segetale".

### Specie spontanee della flora italiana
Per meglio comprendere ed individuare le varie specie del genere (solamente per le specie spontanee della flora italiana) l'elenco che segue utilizza in parte il sistema delle chiavi analitiche..
- Gruppo 1A: la lamina basale delle brattee inferiori è cuoriforme, con denti sui bordi ed una appendice lineare lunga 2 – 3 mm; i denti superiori del calice sono lunghi il doppio di quelli inferiori;

- Melampyrum cristatum L. - Spigarola dentellata : l'altezza della pianta va da 15 a 40 cm; il ciclo biologico è annuo; la forma biologica è terofita scaposa (T scap); il tipo corologico è Eurasiatico; l'habitat tipico sono i boschi chiari, i boschi cedui e le zone a cespuglieti; questa pianta si trova al Nord e al Centro fino ad una altitudine di 1000 m s.l.m..

- Gruppo 1B: la porzione laminare delle brattee ha una forma da lanceolata a ovata, i bordi sono interi o dentati, non esiste una precisa distinzione tra lamina basale e appendice; i denti del calice sono più o meno uguali;

- Gruppo 2A: i denti del calice sono diritti; le piante non anneriscono dopo l'antesi;

- Gruppo 3A: all'antesi il colore delle brattee è purpureo o violetto; i denti del calice sono lesiniformi; la corolla è lunga 15 - 30 mm;

- Gruppo di Melampyrum arvense (vedi sopra): l'infiorescenza è compatta con i fiori rivolti in tutti i sensi.
- Gruppo di Melampyrum nemorosum (vedi sopra): l'infiorescenza è interrotta alla base, e i fiori sono rivolti tutti da uno stesso lato.

- Gruppo 3B: le brattee sono colorate di verde; la forma dei denti del calice è triangolare;  la corolla è lunga 6 - 8 mm;

- Melampyrum sylvaticum L. - Spigarola delle foreste: l'altezza della pianta va da 20 a 40 cm; il ciclo biologico è annuo; la forma biologica è terofita scaposa (T scap); il tipo corologico è Europeo; l'habitat tipico sono i boschi di conifere e le zone a cespuglieti subalpini; questa pianta si trova al Nord e al Centro fino ad una altitudine compresa tra 800 e 2200 m s.l.m..

- Gruppo 2B: i denti del calice sono piegati a falce; la pianta si annerisce dopo l'antesi; le brattee prima dell'antesi sono verdi;

- Melampyrum pratense L. - Spigarola bianca: l'altezza della pianta va da 5 a 40 cm; il ciclo biologico è annuo; la forma biologica è terofita scaposa (T scap); il tipo corologico è Eurosiberiano; l'habitat tipico sono i boschi su suolo umidificato acido; questa pianta si trova solamente al Nord fino ad una altitudine compresa tra 100 e 1800 m s.l.m..

### Specie europee
Oltre alle specie presenti nella flora spontane italiana, nel resto dell'Europa sono presenti le seguenti altre specie:
- Melampyrum alboffianum Beauverd, 1916
- Melampyrum ambiguum  Soó, 1927 - Distribuzione: Romania
- Melampyrum bihariense  A. Kern., 1881 - Distribuzione: Penisola Balcanica (settentrionale)
- Melampyrum bohemicum  A. Kern., 1881 - Distribuzione: Repubblica Ceca e Slovacchia
- Melampyrum caucasicum  Bunge, 1858
- Melampyrum chlorostachyum  Beauverd, 1961 - Distribuzione: Ucraina e Armenia
- Melampyrum ciliatum  Boiss. & Heldr., 1856 - Distribuzione: Grecia
- Melampyrum degenianum  Soó, 1825 - Distribuzione: ex. Jugoslavia
- Melampyrum doerfleri  Ronniger, 1918 - Distribuzione: Albania e Serbia
- Melampyrum elatius  (Boiss.) Soó, 1927
- Melampyrum heracleoticum  Boiss. & Orph., 1879 - Distribuzione: Albania e Serbia
- Melampyrum herbichii  Wolł., 1887 - Distribuzione: Europa orientale
- Melampyrum hoermannianum  K. Malý, 1899 - Distribuzione: Serbia
- Melampyrum mulkijanianii  T. N. Popova, 1980 - Distribuzione: Armenia
- Melampyrum polonicum  (Beauverd) Soó, 1927 - Distribuzione: Europa (centrale e orientale)
- Melampyrum saxosum  Baumg., 1816 - Distribuzione: Europa orientale
- Melampyrum scardicum  Wettst., 1892 - Distribuzione: Albania, Serbia e Bulgaria
- Melampyrum stenophyllum  Boiss., 1879
- Melampyrum trichocalycinum  Vandas, 1890 - Distribuzione: Serbia

## Alcune specie

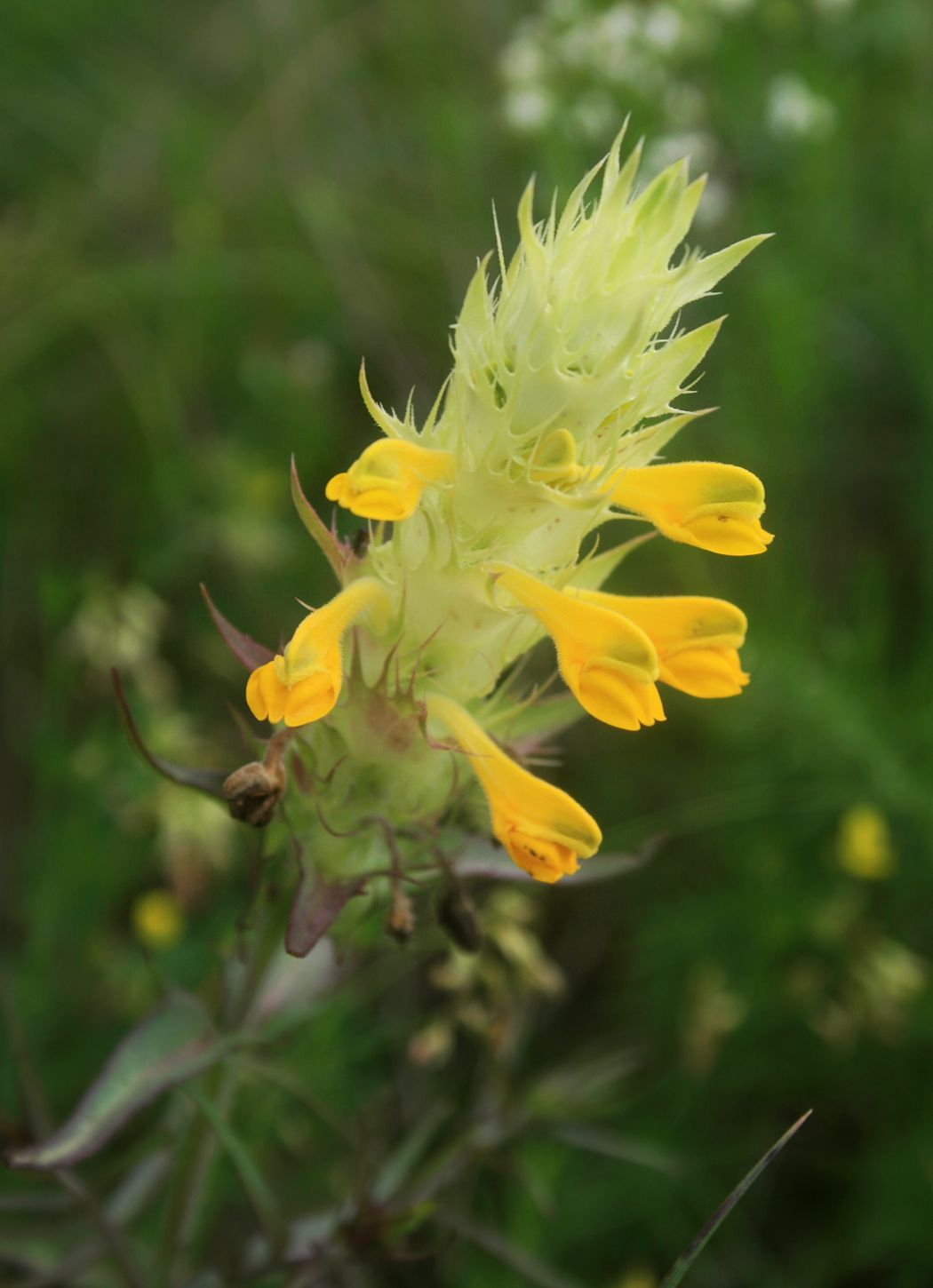
Melampyrum barbatum
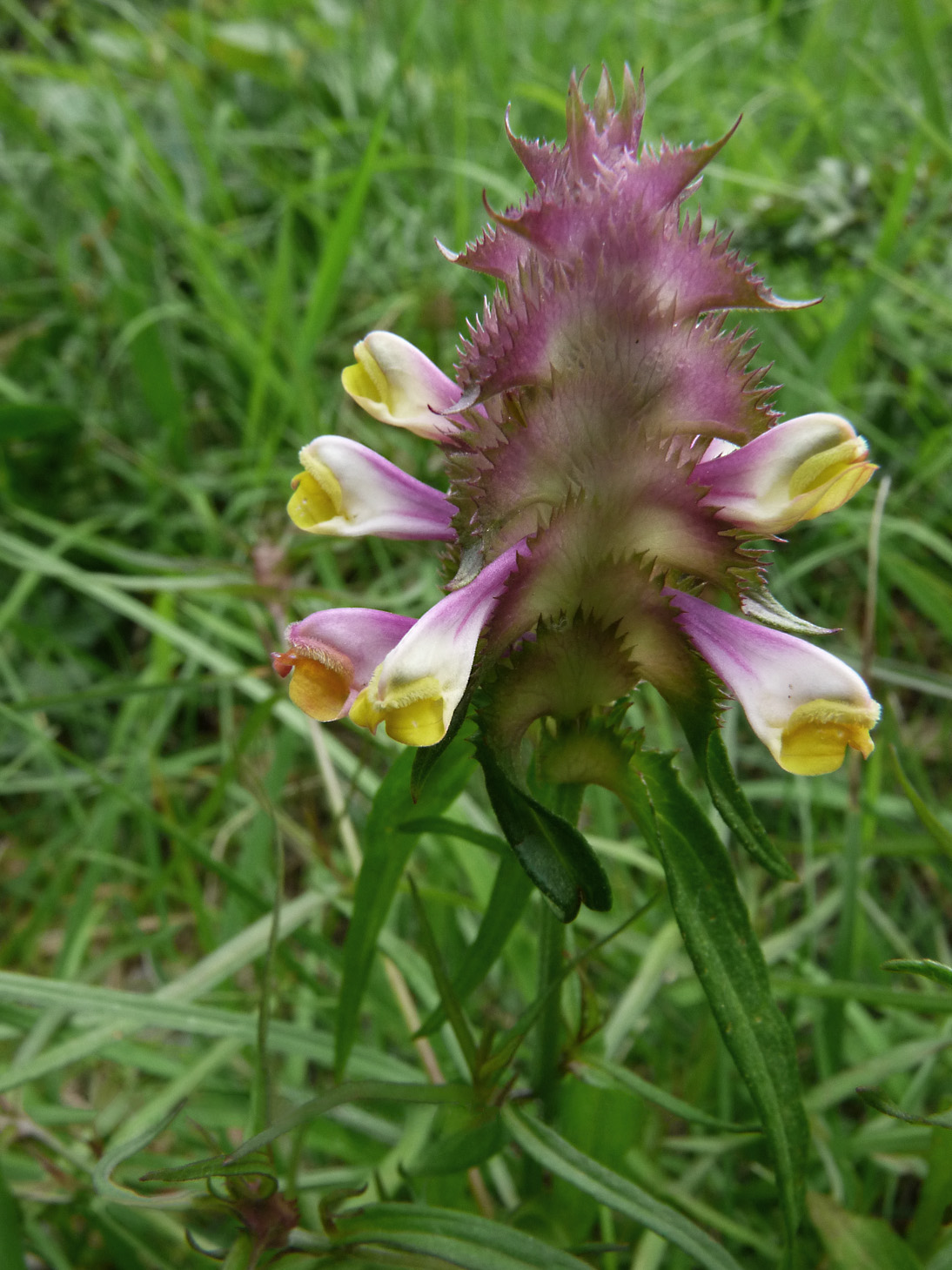
Melampyrum cristatum
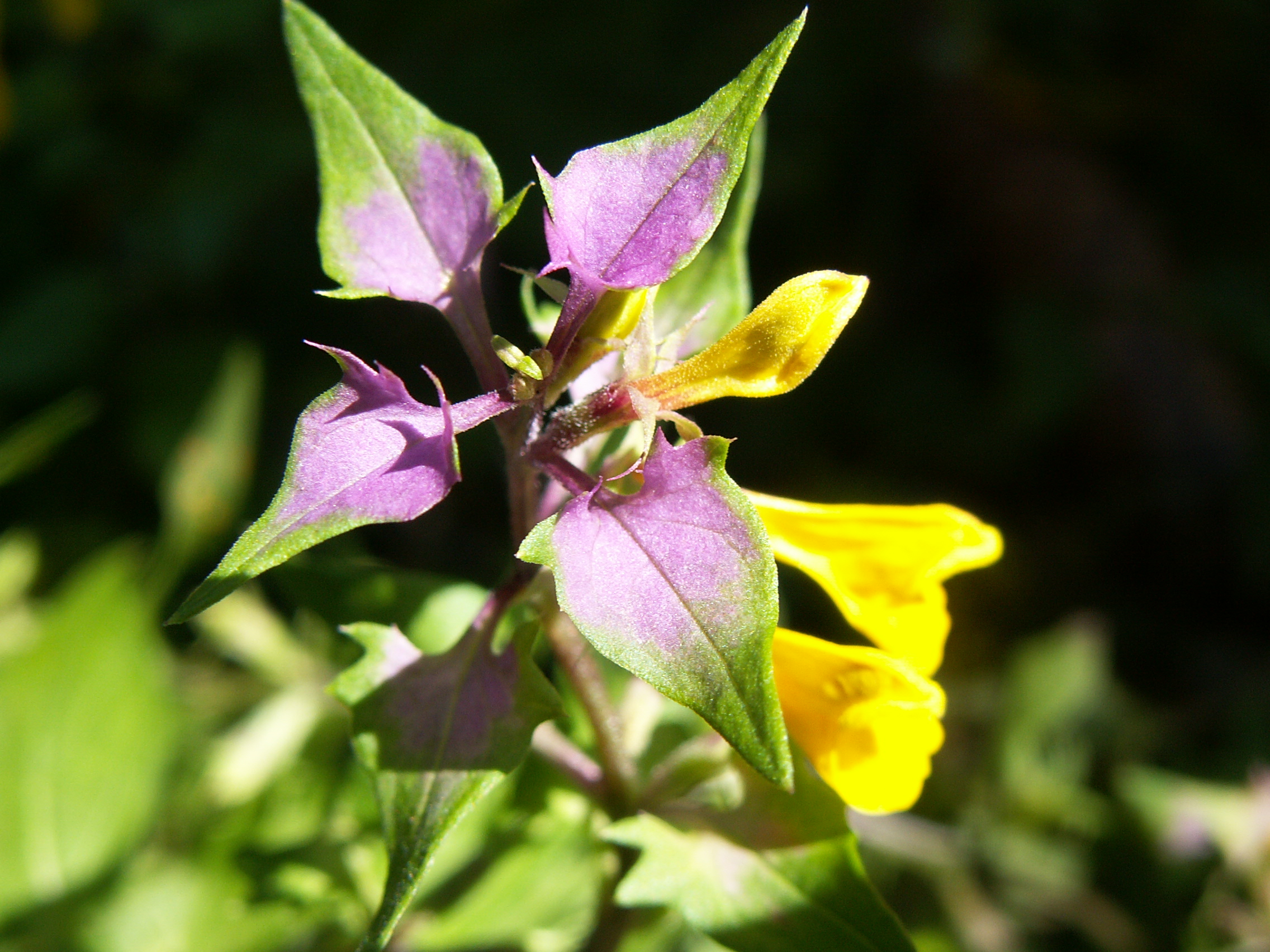
Melampyrum nemorosum
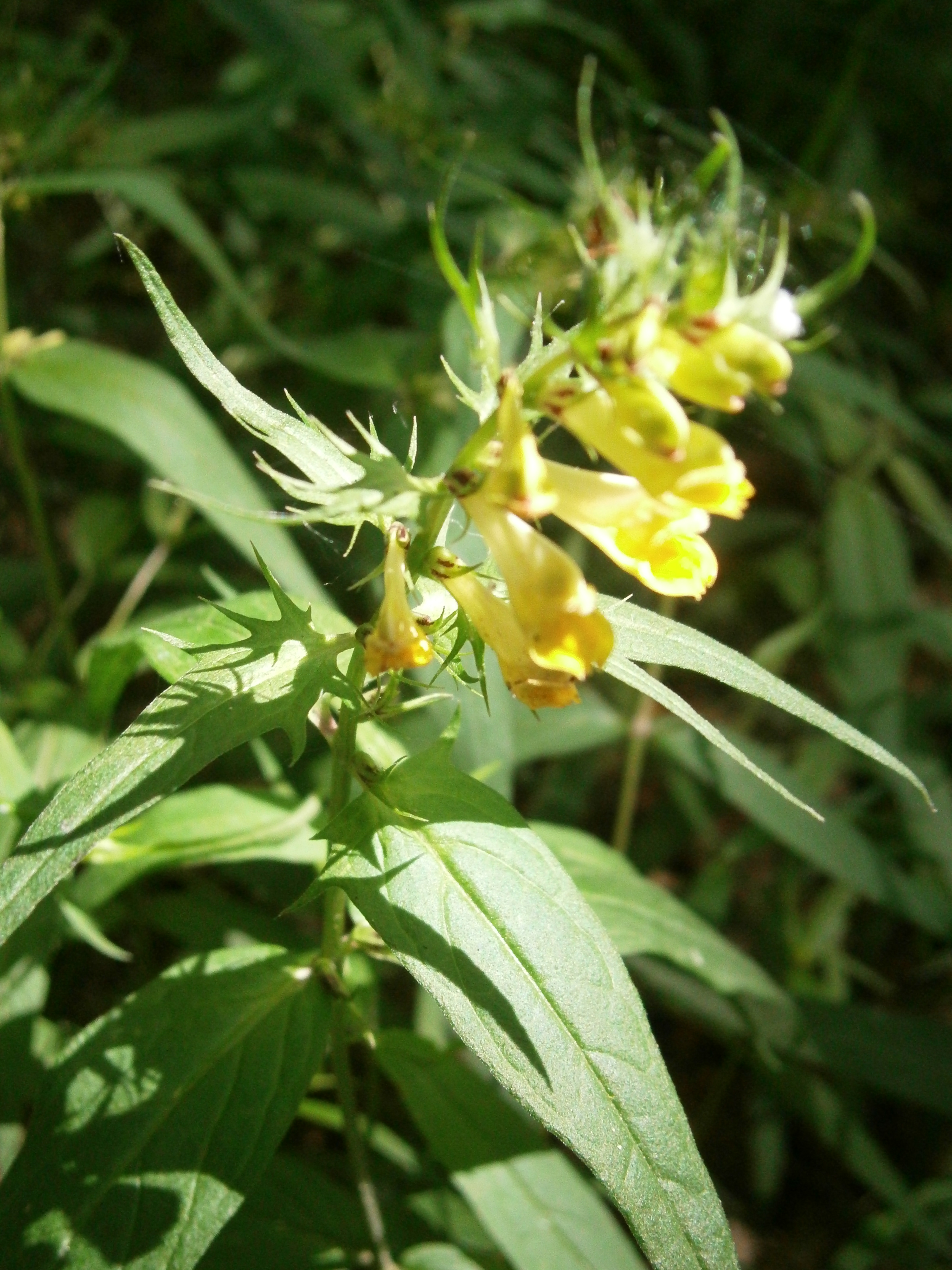
Melampyrum pratense
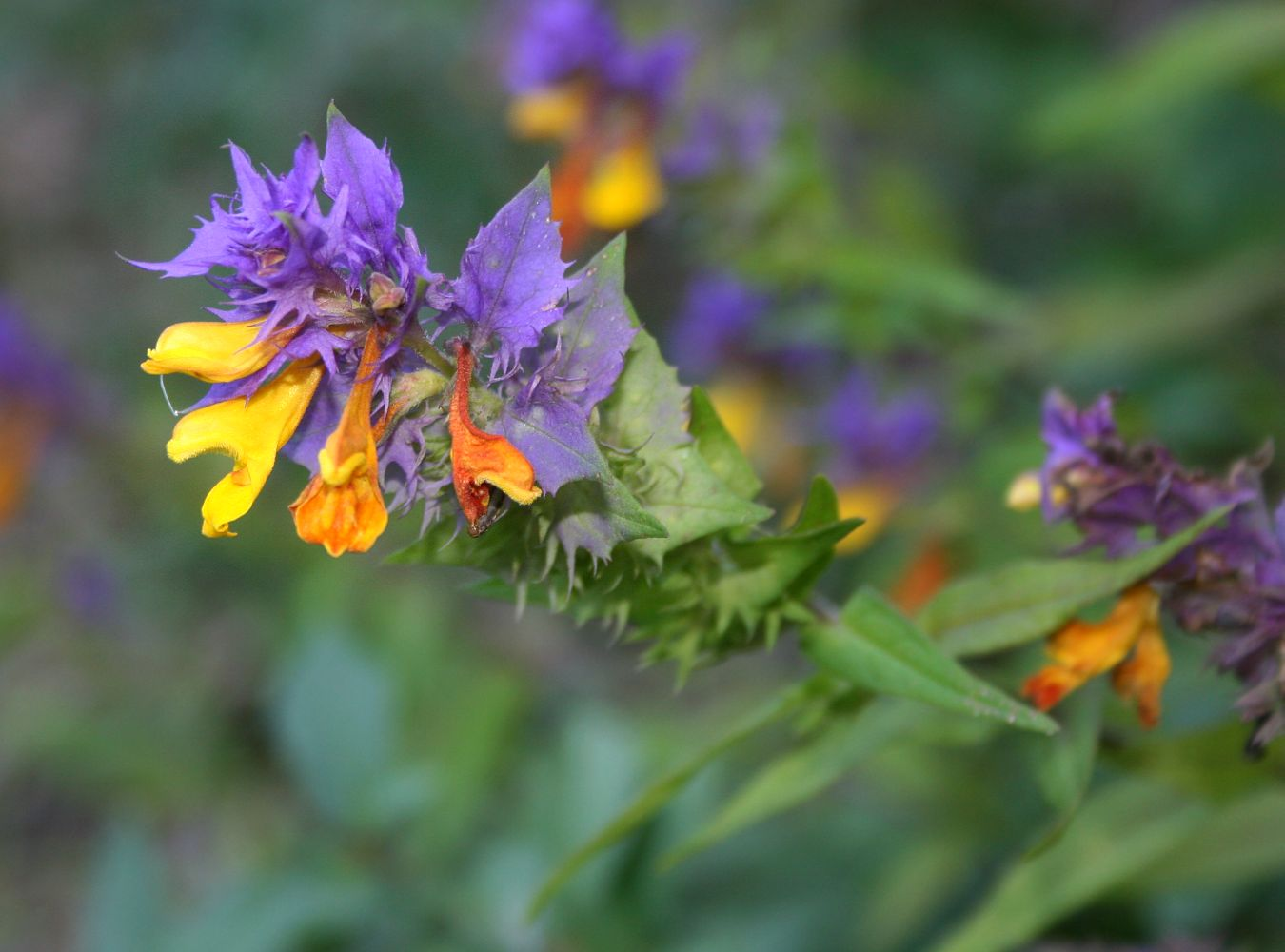
Melampyrum subalpinum
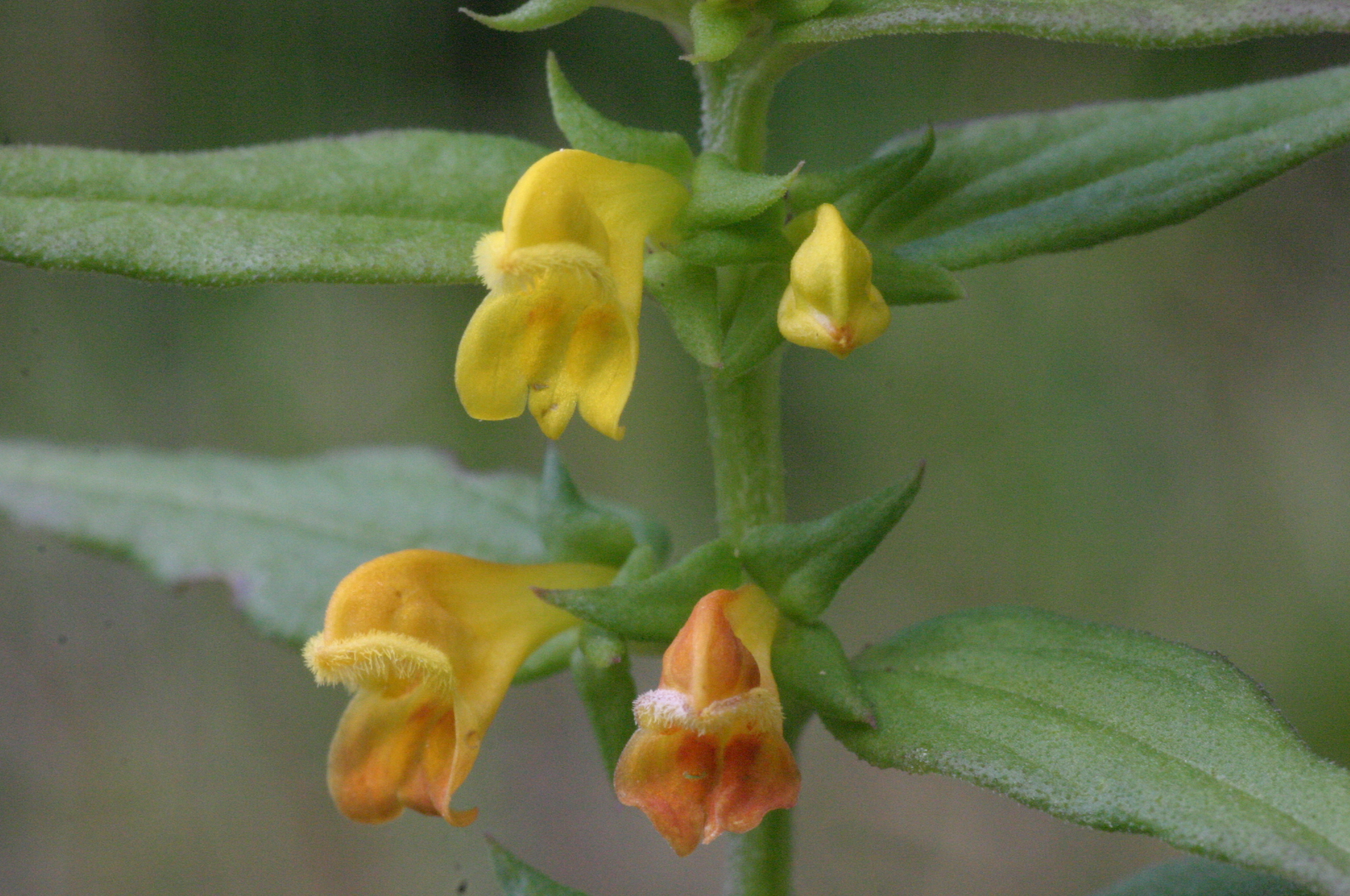
Melampyrum sylvaticum